# Mice and Men
Mice and Men è un'opera teatrale della commediografa inglese Madeleine Lucette Ryley (1859-1934). Andata in scena per la prima volta nel 1901 a Manchester, la commedia debuttò poi a Londra.
A Broadway, fu messa in scena per la prima volta al Garrick Theatre il 19 gennaio 1903, prodotta da Charles Frohman; venne ripresa in cartellone altre due volte: il 29 febbraio 1904 e il 29 settembre 1913
Dallo spettacolo venne tratto nel 1916 il film Mice and Men, diretto da J. Searle Dawley.

## Cast della prima a Broadway (19 gennaio 1903)
- Charles Butler
- Miss Deverell
- E.A. Eberle
- M. Fenchester
- May Gaylor
- Mrs. Gilbert
- John Glendinning
- Mrs. John Glendinning
- Miss Goater
- Frank Goldsmith
- Margaret Huddleston
- Orrin Johnson
- John Mason
- Miss Mather
- Miss Roland
- Annie Russell
- Miss Scaife
- T. C. Valentine
- Miss White

## Adattamenti
Trasposizioni cinematografiche:
- Mice and Men (1916)